# Caecilia crassisquama
Espèce
Statut de conservation UICN

 DD  : Données insuffisantes
Caecilia crassisquama est une espèce de gymnophiones de la famille des Caeciliidae.

## Répartition
Cette espèce est endémique de la province de Morona-Santiago en Équateur. Elle se rencontre entre 1 400 et 1 800 m d'altitude sur le versant Est de la cordillère Orientale.

## Publication originale
- Taylor, 1968 : The Caecilians of the World: A Taxonomic Review. Lawrence, University of Kansas Press.